# Imperio de Mérida Club Polideportivo
El Imperio de Mérida Club Polideportivo es un club de fútbol español , el decano de la ciudad de Mérida (Badajoz). Actualmente tiene equipos en todas las categorías desde Escuela de Iniciación hasta categoría Juvenil.

## Historia
El Imperio de Mérida Club Polideportivo fue fundado en 1955 y actualmente juega en el Grupo II de la Regional Preferente de Extremadura. 
En la temporada 2006-2007 quedó 3.º en el Gr. XIV y jugó la promoción de ascenso a Segunda B que perdió en semifinales ante el Real Betis B.
En la temporada 2010-2011 queda colista de su grupo en Tercera División y desciende a Regional Preferente de Extremadura.
Actualmente no tiene equipo amateur, solo compite en categorías de fútbol base

## Uniforme
- Uniforme titular: Camiseta blanca con mangas azules, pantalón blanco, medias blancas con ribete azul.
- Uniforme alternativo: Camiseta azul con mangas blancas, pantalón azul, medias blancas con ribete azul.
- Tercer Uniforme: Camiseta rosa, pantalón negro, medias rosas con ribete negro.
- Patrocinador: Prebetong y Reforcasa.
- Marca Deportiva: Luanvi

## Estadio
Disputa sus partidos como local en el Estadio Romano, lugar donde también juega el principal club de la ciudad, el Mérida Unión Deportiva.

## Datos del club
- Dirección: Suárez Somonte 72, 06800 Mérida
- Teléfono: 924 30 31 87
- Fax: 924 30 32 01
- E-mail: imperiocp@iespana.es
- Socios/Abonados: 100
- Nº de Peñas: 0

## Datos históricos
- Temporadas en 1ª:0
- Temporadas en 2ª:0
- Temporadas en 2ªB:0
- Temporadas en 3ª: 8

| Temporada   | Categoría | Posición | Copa del Rey |
| ----------- | --------- | -------- | ------------ |
| Desde 55-56 | Regional  | —        |              |
| hasta 00-01 | Regional  | —        |              |
| 2001/02     | 3.ª       | 18.º     |              |
| 2002/03     | Regional  | —        |              |
| 2003/04     | Regional  | —        |              |
| 2004/05     | 3.ª       | 5.º      |              |
| 2005/06     | 3.ª       | 7.º      |              |
| 2006/07     | 3.ª       | 3.º      |              |
| 2007/08     | 3.ª       | 11.º     |              |
| 2008/09     | 3.ª       | 10.º     |              |
| 2009/10     | 3.ª       | 10.º     |              |
| 2010/11     | 3.ª       | 20.º     |              |

## Cuerpo Técnico 2010-2011
- Entrenador: Fco. Vicente Gómez Pacomio
- 2º Entrenador: Alfonso Carlos Rastrollo
- Fisioterapeuta: Ángel Prieto Moreno
- Delegado: Juan Trejo Rodríguez
- Utillero: Elías Farrona Tirado

## Categorías inferiores
Tiene representación en todos los niveles de cantera, desde la Escuela de Iniciación hasta los juveniles, con varios equipos.